# Mzymta
De Mzymta (Russisch: Мзымта; van het Oebychs-Kabardijnse ~ "dol", "razend" of "uitzinnig") is een rivier in de Russische kraj Krasnodar. Het is de grootste Russische rivier die direct afwatert op de Zwarte Zee (de Koeban stroomt via de Zee van Azov). De rivier heeft een lengte van 89 kilometer.

## Loop
De rivier heeft haar oorsprong op de zuidelijke hellingen van de Grote Kaukasus op een hoogte van 2980 meter. In de bovenloop stroomt de Mzymta door de bergmeertjes Maly Kardyvatsj en Kardyvatsj en iets verderop langs verschillende watervallen, waarvan de Izoemroednye watervallen (Smaragdwatervallen) met 15 meter de hoogste zijn. In de middenloop barst de rivier open door de berg Aibga - Atsjisjcho, waar de Griekenkloof wordt gevormd en stroomt als een wildwaterrivier verder door de berg Achtsoe, door de Achsjtyrkloof en de Dzychrakloof, die beiden populaire toeristenattracties vormen.
Over bijna de gehele loop vormt heeft de Mzymta het karakter van een bergrivier; wanneer de sneeuw smelt in de lente kan het water met wel 5 meter stijgen. De rivier stroomt uit in de Zwarte Zee bij de plaats Adler, waar deze een wijde puinwaaier vormt met veel zijrivieren. De rivier zet veel silt af in zee. In het stroomgebied bevinden zich een aantal mineraalwaterbronnen. De belangrijkste zijrivieren zijn de Psloech, Poedziko en de Tsjvizjepse. De rivier kent een gemengde aanvoer. In de lente en zomer wordt de rivier vooral gevoed door hoogwater en springtij (met hoogteverschillen tot 5 meter) door smeltende sneeuw en regen.

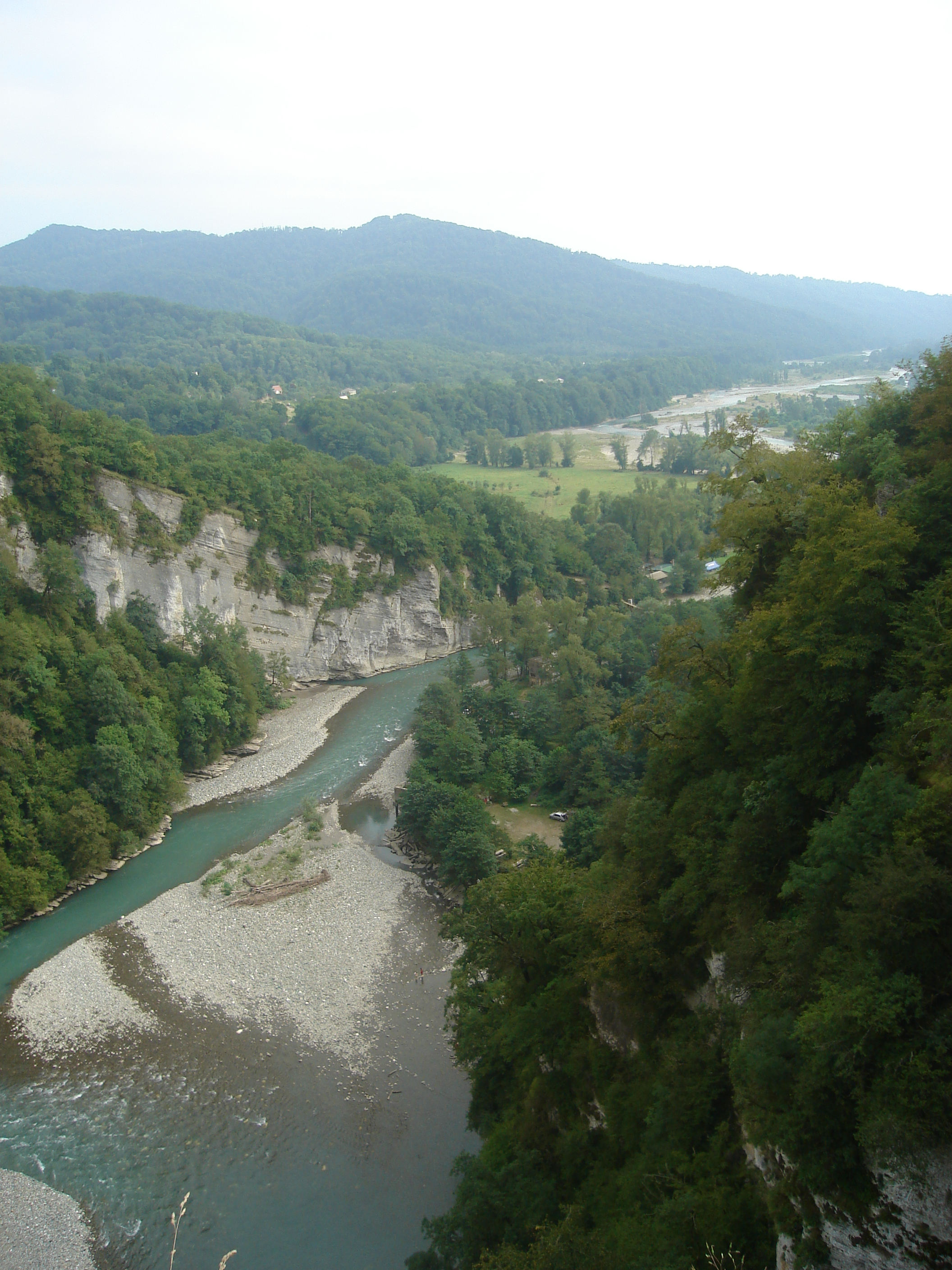
Mzymta gezien vanaf de Achsjtyrgrot

## Debiet
Het debiet bedraagt gemiddeld ongeveer 50 m³/sec. Bij Krasnaja Poljana bedraagt het gemiddeld 33,2 m³/sec en bij Kepsj gemiddeld 45,6 m³/sec. Bij Kepsj wordt ook het maximum van 764 m³/sec gehaald.

## Flora
De oevers van de rivier zijn bedekt met Fagus- en kastanjebossen, alsook oude Oebychentuinen met wilde peren, walnoten en kastanjes.

## Plaatsen en gebruik
Plaatsen aan de rivier zijn, in de stroomrichting, onder andere het dorp Esto-Sadok, de wintersportplaats Krasnaja Poljana en de dorpen Kazatsji Brod en Adler. In de rivier is de waterkrachtcentrale Krasnopoljansk gebouwd, met een waterbekken waarbij de dagelijkse doorlaat wordt geregeld. Er bevindt zich ook een grote kwekerij voor rivierforel. De rivier is populair bij watersporters, met name rafters. De hellingen aan de bovenloop zijn populair bij wintersporters (skiërs en snowboarders).
Bij de middenloop bevindt zich aan de rechterzijde bij de steile rotsen de Achsjtyrgrot, waar zich de archeologische vindplaats bevindt van een man van meer dan 30.000 jaar oud.